# Felsőszenterzsébet, Zala
Felsőszenterzsébet  este un sat în districtul Lent, județul Zala, Ungaria, având o populație de 15 locuitori (2011). 

## Demografie
Componența etnică a satului Felsőszenterzsébet
     Maghiari (100%)
Componența confesională a satului Felsőszenterzsébet
     Reformați (20%)
     Necunoscută (80%)
Conform recensământului din 2011, satul Felsőszenterzsébet avea 15 locuitori. Din punct de vedere etnic, majoritatea locuitorilor (100,0%) erau maghiari. Nu există o religie majoritară, locuitorii fiind  și reformați (20,0%). Pentru 80,0% din locuitori nu este cunoscută apartenența confesională.